# Echte Farne
Die Echten Farne (Polypodiopsida, Syn.: Filicopsida, Pteridopsida) sind eine Klasse innerhalb der Farne. Sie umfasst die leptosporangiaten Farne, während die früher als eusporangiat bezeichneten Farne heute in die Klassen Marratiopsida und Psilotopsida gestellt werden.
Die Klasse umfasst rund 11.000 Arten.

## Merkmale
Die Merkmale der Farne treffen auch auf die Echten Farne zu.
Die Sporangien der Echten Farne entwickeln sich aus einer einzelnen Zelle. Die Wand des reifen Sporangiums besteht nur aus einer Zellschicht (leptosporangiat). Die meisten Sporangien öffnen mit einem speziellen Anulus, der hilft, die Sporen zu verstreuen. Meist werden pro Sporangium 64 Sporen gebildet.
Der Großteil der Farne ist krautig und besitzt ein Rhizom. Dies kann bei Pteridium 70 Jahre alt werden und 40 Meter Länge erreichen. Es gibt in den Tropen auch baumförmige Farne mit armdicken Stämmen. Die Stämme besitzen in der Jugend eine zentrale Protostele, die im Alter in formenreiche Siphono- und Polystelen übergehen. In den Leitbündeln liegt das Xylem innen und das Phloem außen. Sie sind von einer Endodermis umgeben. Es gibt kein sekundäres Dickenwachstum. Die Stabilität der Stämme kommt durch die Blattspurstränge, durch Sklerenchymplatten und bei manchen Baumfarnen durch einen dicken Mantel sprossbürtiger Wurzeln zustande.
Die Blätter sind Megaphylle, die häufig gefiedert sind und den klassischen Wedel bilden. Die Blätter wachsen mit einer zweischneidigen Scheitelzelle und sind während des Wachstums oft charakteristisch eingerollt.
Die Sporangien sitzen in großer Zahl an der Unterseite der photosynthetisierenden Blätter (Sporotrophophylle). Meist unterscheiden sich die sporentragenden Blätter nicht von den sterilen. Eine Ausnahme ist etwa der Straußenfarn. Die Sporangien sind meist zu Sori vereint. Die Sporen sind meist gleich groß (Isosporie), die Kleefarngewächse und die Schwimmfarngewächse sind heterospor.
Die Prothallien (der Gametophyt) sind kurzlebig. Mit Ausnahme der heterosporen Farne sind sie zwittrig. Lediglich bei der australischen Gattung Platyzoma (Gleicheniaceae) sind die Prothallien diözisch. Die Antheridien und Archegonien entstehen an der Unterseite der Prothallien.

## Verbreitung
Echte Farne sind weltweit verbreitet, vor allem auf ozeanischen Inseln und in den mittleren Höhenlagen der Tropen, wo sie sich von Formen von nur wenigen Millimetern Größe (z. B. Didymoglossum, Hautfarngewächse) bis zu  Baumfarnen (Cyatheaceae) von 20 Meter Größe entwickelt haben.

## Systematik und Evolution
Die ältesten bekannten Fossilien von leptosporangiaten Farnen stammen aus dem frühen Karbon. Am Ende des Karbons gab es mindestens sechs Familien. In Perm, Trias und Jura wurden diese von Vertretern heute noch existierender Familien ersetzt (Osmundaceae, Schizaeaceae, Matoniaceae, Dipteridaceae und andere). Die heute mit 80 Prozent aller Arten größte Ordnung der Polypodiales hat ihre Mannigfaltigkeit erst ab der Kreide erreicht, also parallel mit den Angiospermen.
Die Echten Farne werden nach der hier verwendeten Systematik von Smith et al. (2006) wie folgt untergliedert:
- Ordnung Königsfarnartige (Osmundales)
  - Familie Königsfarngewächse (Osmundaceae)
- Ordnung Hautfarnartige (Hymenophyllales)
  - Familie Hautfarngewächse (Hymenophyllaceae) (inkl. Trichomanaceae)
- Ordnung Gleicheniales
  - Familie Gleicheniaceae (inkl. Dicranopteridaceae, Stromatopteridaceae)
  - Familie Dipteridaceae (inkl. Cheiropleuriaceae)
  - Familie Matoniaceae
- Ordnung Schizaeales
  - Familie Kletterfarngewächse (Lygodiaceae)
  - Familie Blütenfarngewächse (Anemiaceae) (inkl. Mohriaceae)
  - Familie Schizaeaceae
- Ordnung Schwimmfarnartige (Salviniales)
  - Familie Kleefarngewächse (Marsileaceae) (inkl. Pilulariaceae)
  - Familie Schwimmfarngewächse (Salviniaceae) (inkl. Azollaceae)
- Ordnung Baumfarne (Cyatheales)
  - Familie Thyrsopteridaceae
  - Familie Loxsomataceae
  - Familie Culcitaceae
  - Familie Plagiogyriaceae
  - Familie Cibotiaceae
  - Familie Cyatheaceae (inkl. Alsophilaceae, Hymenophyllopsidaceae)
  - Familie Dicksoniaceae (inkl. Lophosoriaceae)
  - Familie Metaxyaceae
- Ordnung Tüpfelfarnartige (Polypodiales)
  - Familie Lindsaeaceae (inkl. Cystodiaceae, Lonchitidaceae)
  - Familie Saccolomataceae
  - Familie Adlerfarngewächse (Dennstaedtiaceae) (inkl. Hypolepidaceae, Monachosoraceae, Pteridiaceae)
  - Familie Saumfarngewächse (Pteridaceae) (inkl. Acrostichaceae, Actiniopteridaceae, Adiantaceae, Anopteraceae, Antrophyaceae, Ceratopteridaceae, Cheilanthaceae, Cryptogrammaceae, Hemionitidaceae, Negripteridaceae, Parkeriaceae, Platyzomataceae, Sinopteridaceae, Taenitidaceae, Vittariaceae)
  - Familie Streifenfarngewächse (Aspleniaceae)
  - Familie Sumpffarngewächse (Thelypteridaceae)
  - Familie Wimperfarngewächse (Woodsiaceae) (inkl. Athyriaceae, Cystopteridaceae)
  - Familie Rippenfarngewächse (Blechnaceae) (inkl. Stenochlaenaceae)
  - Familie Perlfarngewächse (Onocleaceae)
  - Familie Wurmfarngewächse (Dryopteridaceae) (inkl. Aspidiaceae, Bolbitidaceae, Elaphoglossaceae, Hypodematiaceae, Peranemataceae)
  - Familie Lomariopsidaceae (inkl. Nephrolepidaceae)
  - Familie Tectariaceae
  - Familie Oleandraceae
  - Familie Davalliaceae
  - Familie Tüpfelfarngewächse (Polypodiaceae) (inkl. Drynariaceae, Grammitidaceae, Gymnogrammitidaceae, Loxogrammaceae, Platyceriaceae, Pleurisoriopsidaceae)

Für die einzelnen Gattungen der Familien, siehe Systematik der Farne.
Unter den leptosporangiaten Farnen gibt es folgende ausgestorbene Familien:
- Guaireaceae
- Botryopteridaceae
- Anachoropteridaceae
- Kaplanopteridaceae
- Psalixochlaenaceae
- Sermayaceae
- Tedeleaceae
- Skaaripteridaceae
- Tempskyaceae